# Ypthima tappana
Ypthima tappana är en fjärilsart som beskrevs av Matsumura 1909. Ypthima tappana ingår i släktet Ypthima och familjen praktfjärilar. Inga underarter finns listade i Catalogue of Life.